# Donja Lovnica, Rožaje
Donja Lovnica este un sat din comuna Rožaje, Muntenegru. Conform datelor de la recensământul din 2003, localitatea are 762 de locuitori (la recensământul din 1991 erau 858 de locuitori).

## Demografie
În satul Donja Lovnica locuiesc 470 de persoane adulte, iar vârsta medie a populației este de 27,9 de ani (27,7 la bărbați și 28,2 la femei). În localitate sunt 149 de gospodării, iar numărul mediu de membri în gospodărie este de 5,11.
|  |

| Demografie | Demografie | Demografie |
| An         | Locuitori  | Locuitori  |
| ---------- | ---------- | ---------- |
|            |            |            |
|            |            |            |
|            |            |            |
|            |            |            |
| 1948       | 471        |            |
| 1953       | 553        |            |
| 1961       | 669        |            |
| 1971       | 690        |            |
| 1981       | 762        |            |
| 1991       | 858        | 840        |
| 2003       | 967        | 762        |

| \| Componența etnică conform recensământului din 2003[2] \| Componența etnică conform recensământului din 2003[2] \| Componența etnică conform recensământului din 2003[2] \| Componența etnică conform recensământului din 2003[2] \| Componența etnică conform recensământului din 2003[2] \| \| ----------------------------------------------------- \| ----------------------------------------------------- \| ----------------------------------------------------- \| ----------------------------------------------------- \| ----------------------------------------------------- \| \| \| \| \| \| \| \| Bosniaci \| Bosniaci \| \| 734 \| 96,32% \| \| Sârbi \| Sârbi \| \| 7 \| 0,91% \| \| Musulmani \| Musulmani \| \| 5 \| 0,65% \| \| necunoscută \| necunoscută \| \| 16 \| 2,09% \| |             |  |     |        |
| Componența etnică conform recensământului din 2003 |             |  |     |        |
| |             |  |     |        |
| Bosniaci | Bosniaci    |  | 734 | 96,32% |
| Sârbi | Sârbi       |  | 7   | 0,91%  |
| Musulmani | Musulmani   |  | 5   | 0,65%  |
| necunoscută | necunoscută |  | 16  | 2,09%  |